# Timofiej Burda
Timofiej Burda (ur. 1908 we wsi Drobinowka w obwodzie połtawskim, zm. w styczniu 1974 w Charkowie) – oficer NKWD, wykonawca zbrodni katyńskiej.
Był Ukraińcem o wykształceniu podstawowym, w 1930 wstąpił do Armii Czerwonej, a w 1936 do NKWD. Od 18 stycznia 1936 wartownik w komendanturze Zarządu NKWD obwodu charkowskiego, od 2 sierpnia 1938 nadzorca w więzieniu wewnętrznym tego zarządu, od 26 października 1939 do 13 kwietnia 1941 naczelnik korpusu więzienia wewnętrznego w Charkowie. Za udział w mordowaniu polskich więźniów szef NKWD Ławrientij Beria przyznał mu 26 października 1940 nagrodę pieniężną. Od 13 kwietnia do 12 września 1941 komendant bloku więziennego, w 1951 dyżurny pomocnik komendanta więzienia Zarządu MGB obwodu charkowskiego w stopniu porucznika. Od 7 stycznia 1959 na emeryturze.

## Odznaczenia
- Order Czerwonego Sztandaru (1 czerwca 1951)
- Order Czerwonej Gwiazdy (30 kwietnia 1946)
- Medal „Za zasługi bojowe” (19 stycznia 1945)